# Istvan Korpa
Istvan Korpa (Servisch: Иштван Корпа; Senta, Joegoslavië, 24 december 1945) is een voormalig Servisch professioneel tafeltennisser die uitkwam voor Joegoslavië. Na zijn spelerscarriere werd hij een succesvol trainer.

## Belangrijkste resultaten
- WK
  -  Brons met het team in 1969.
  -  Brons met het team in 1971.
- EK
  -  Goud met het team in 1962.
  -  Zilver in het mannen dubbelspel in 1962 met Edvard Vecko.
  -  Zilver met het team in 1964.
  -  Zilver in het enkelspel in 1970.
  -  Zilver met het team in 1970.
  -  Zilver met het team in 1972.
  -  Brons in het mannen dubbelspel in 1966 met Edvard Vecko.
  -  Brons met het team in 1968.
  -  Brons in het enkelspel in 1972.